# Chris Lucketti
Christopher James Lucketti, noto semplicemente come Chris Lucketti (Littleborough, 28 settembre 1971), è un allenatore di calcio ed ex calciatore inglese, di ruolo difensore.